# Bibliografie van in Nederland verschenen kaarten
Een bibliografie van in Nederland verschenen kaarten verscheen in het kader van de nationale bibliografie, waarin alle gedrukte publicaties van een land worden vastgelegd. Tussen 1975 en 1984 verscheen deze onder de titel Bibliografie van in Nederland verschenen kaarten en werd uitgegeven door de Koninklijke Bibliotheek. Tussen 1991 en 2000 werd zij als aparte uitgave door Bohn Stafleu van Loghum uitgegeven en als appendix toegevoegd aan Brinkman's Cumulatieve Catalogus van Boeken 1858-2001.

## Geschiedenis

### Bibliografie van in Nederland verschenen kaarten
In 1974 richtte de Koninklijke Bibliotheek het vrijwillige Depot van Nederlandse Publicaties op. Hierbij was niet gedacht aan geografische kaarten, omdat zij hier weinig ervaring mee had. Om hierin echter toch te voorzien richtte zij in 1975 een kaarten-dependance op bij de Vakgroep Kartografie van de faculteit Geografische Wetenschappen van de Universiteit Utrecht. Deze Vakgroep, onder leiding van prof. Cornelis Koeman, had in 1968 het project CCK (Centrale Catalogus Kartografie) opgericht, omdat geografische kaarten om een andere benadering van bibliografische beschrijving vroegen dan boeken en tijdschriften. Dit had voornamelijk van doen met mathematische gegevens, zoals schaal, projectie en geografische coördinaten en naast een register op thema een register op regio nodig hadden. Het systeem was gebaseerd op Unimarc (Universal Marc-format).
Met gebruikmaking van de technologie van de CCK werd vanaf 1976 een bibliografie geproduceerd, waarbij de beschrijvingen gesorteerd waren naar uitgever en er registers voor regio, thema en titel en een lijst van uitgevers werden toegevoegd. Omdat veel kaarten gebaseerd waren op de indeling van topografische kaarten 1:25.000 en 1:50.000 van de Topografische Dienst werden ook de bladwijzers van deze series toegevoegd.
Tussen 1976 en 1984 werden catalogi voor de jaren 1975-1982 geproduceerd. Omdat de Koninklijke Bibliotheek in 1982 naar haar nieuwe behuizing bij het Centraal Station in Den haag verhuisde werd eind 1983 besloten ook de kaartenafdeling van Utrecht hiernaartoe te verhuizen. Tegelijkertijd werd besloten de kaarten vanaf 1984 te beschrijven in het PICA-systeem, dat al in gebruik was voor de Nederlandse Centrale Catalogus en gebruik maakte van Intermarc. Hiervoor diende alle reeds gemaakte beschrijvingen geconverteerd te worden en werd de productie van de bibliografie gediscontinueerd.

### Bibliografie van in Nederland verschenen kartografische materialen
In de hierop volgende jaren bleek het PICA-systeem niet geheel te voldoen voor het beschrijven van kaarten en het maken van een aparte bibliografie. Na een onderzoek van het NBBI (Nederlands Bureau voor Bibliotheekwezen en Informatieverzorging) werd door het Ministerie van Onderwijs en Wetenschappen een subsidie van 2,5 miljoen gulden toegekend om het CCK opnieuw te ontwikkelen. Na een aantal jaren leidde dit er toe dat Bohn Stafleu van Loghum vanaf 1995 een 3-jaarlijks overlappende cartografische bibliografie werd uitgebracht, die tegelijk een appendix werd van Brinkman's Cumulatieve Catalogus van Boeken 1858-2001. De catalogus was veel uitgebreider dan de vroegere, omdat niet alleen losse kaarten, maar ook kaarten die verschenen in boeken en tijdschriften apart werden beschreven.
Vanwege het nieuwe beleid van de Koninklijke Bibliotheek werd de afdeling Cartografie in 1999 opgeheven en verscheen het laatste deel van de bibliografie, 1997-1999 (504 p.).